# Hospital Municipal de Andújar
El Hospital Municipal de Andújar es un Bien de Interés Cultural con la tipología de Monumento situado en la localidad de Andújar, España. Conocido hasta la Desamortización como casa colegio de los Jesuitas, constituye la primera y única fundación de la Compañía de Jesús en Andújar, gracias a la donación de bienes por parte de Francisco Pérez de Vargas, Conde de la Quintería.
El gran edificio de dos plantas mantiene prácticamente íntegra su organización estructural, sin haber sufrido reformas significativas. El interior pone de manifiesto la moda imperante en ornamentación de estucos policromados al gusto rococó que tanto iba a proliferar en la provincia de Jaén, sobre todo en camarines a lo largo del siglo XVIII. Sin gran espectacularidad en su ornamentación exterior, el edificio está circundado por un espacio ajardinado que reduce la escala del edificio y actúa como elemento de protección de las visuales del mismo.
A mediados del siglo XIX, el inmueble pasa a configurarse como Casa de Beneficencia, para reconvertirse finalmente, en el siglo XX, en Hospital Municipal. En la actualidad sigue respondiendo a las funciones de servicios de medicina para la población de Andújar.

## Historia
La carta codicilo de don Francisco Pérez de Vargas, Conde de la Quintería, entregada antes de su muerte al escribano Luis de Andújar, será el documento propiciador para la fundación del colegio de la Compañía de Jesús en Andújar. Fallecido en 1606, deja desheredado en su testamento a su primo segundo, don Juan Pérez Vargas, que pleiteará durante muchos años, demorándose por ello la construcción del edificio que había de servir, según voluntad del difunto, para la creación de una casa colegio donde se dieran clases gratuitas de latín, gramática, primeras letras, artes y retórica, a todas las clases sociales de la ciudad.
En 1623 comienzan las obras de la casa-colegio de la Compañía de Jesús. En consonancia con la época de su construcción se halla el alzado de su patio interior, de proporciones cuadradas. 

## Estructura
El edificio, de dos plantas, ha sufrido algunas reformas y aún hoy pueden diferenciarse claramente sus partes originales, comparándolas con los planos conservados en el Archivo Histórico Nacional.
El conjunto arquitectónico se organiza en torno a un patio central cuadrado, del siglo XVII, de ventanales adintelados enmarcados por un ancho molduraje de acodos poco resaltados y separados por pilastras toscanas hasta tocar un entablamento de cierta armonización clasicista.

### Interior
En la primera planta del edificio se conservan, tras la crujía del patio, galerías cubiertas por bóveda de arista, mientras que en la segunda planta aún se detectan, en los cruces de galerías en escuadra, la presencia de cúpulas de media naranja con decoración geométrica de yeserías.
Destaca la escalera interior que comunica la planta baja y el primer piso del edificio, iniciada a través de tres arcos de medio punto sustentados por columnas de severo fuste toscano y labradas en el aristocrático mármol rojo de Cabra; de dos tramos y una amplia meseta de tipo imperial, determina un gran espacio cúbico cubierto por cúpula oval sobre pechinas que responde a una concepción típicamente barroca, propia del siglo XVIII, a juzgar por la decoración de estucos que aún hoy conserva, aunque muy deteriorados. En las pechinas se albergan lienzos ovales con pinturas religiosas, de difícil asignación por su mal estado de conservación, enmarcados por placas de estuco molduradas de inspiración vegetal y roleos de gran volumen. Entre las pechinas, las claves se decoran por mascarones o rostros y sirven de transición al casquete oval de la cúpula. Ésta diseña su decoración partiendo de la clave en ocho paños decorados con roleos, hojas carnosas de extraordinaria factura, aunque su conservación es mala, apareciendo clavos fruto del desprendimiento de algunas placas de la cúpula.
En el piso superior se repiten los tres arcos de medio punto y los soportes, acogiendo una cúpula esférica de menor diámetro aunque siguiendo el esquema ornamental de los estucos. A juicio de los especialistas se puede relacionar su diseño y construcción con la figura del arquitecto jesuita Francisco Gómez, quien trabaja en Andújar entre 1717 y 1722.

### Iglesia y capilla
La iglesia, dispuesta en el extremo este del inmueble y paralela al patio central de la casa-colegio, se construye siguiendo el modelo de iglesia jesuítica, con una sola nave, sin capillas laterales ni espacio antepresbiterial, que se cubre por una bóveda de cañón con lunetos. La sacristía, situada tras el altar mayor, no destaca del cuerpo de la iglesia. La sacristía presenta pilastras toscanas y una tribuna, que se abre al altar mayor desde el muro del Evangelio y que lleva el típico sello historicista propio de la primera mitad del siglo XIX. A los pies de la nave se eleva una estructura metálica que sustituye al antiguo coro existente, que descansaba sobre un gran arco carpanel.
La capilla presenta un reducido mobiliario, que se concentra casi de forma exclusiva en el retablo mayor. Este retablo fue construido en 1955 por los hijos de Francisco de Paula Rodríguez Mefre, con donativos del Instituto Nacional de la Vivienda. El retablo está presidido por una reproducción del lienzo de la Sagrada Familia, de Mariano Salvador de Maella de la Catedral de Jaén, ubicado en la hornacina central. Delante del retablo se sitúa la Virgen del Buen Remedio, obra del imaginero Antonio Dubé de Luque. A los lados de la nave se disponen dos pequeños retablos desnudos, de la misma cronología que el retablo mayor, que completan el conjunto decorativo de la capilla.

### Exteriores
La fachada principal del Monumento, orientada al sur, y con acceso desde la calle Doctor Fleming, parece que nunca gozó de riqueza ornamental, siendo muy sencilla y enmarcada por pilastras toscanas, rematándose su vano adintelado por un frontón partido, sobre el cual se inserta una placa en la que se puede leer «CASA DE/BENEFICENCIA/AÑO DE 1984». Igualmente y cercana a ésta se inserta una lápida conmemorativa en la que se lee «ESTE EDIFICIO FUE RECONSTRUIDO EN 1942 POR REGIONES DEVASTADAS SIENDO SU DIRECTOR GENERAL EL ILMO. SR. D. JOSÉ MORENO TORRES HIJO PREDILECTO DE ESTA CIUDAD, Y ALCALDE DE LA MISMA, D. TOMÁS ESCRIBANO SORIANO».
La puerta de acceso a la iglesia, abierta hacia la calle Sor Isabel o calle Cuna, se configura por gran arco de medio punto, flaqueado por pilastras toscanas rematadas por un entablamento, todo ello en ladrillo. Esta portada destaca sobre el monótono paramento de la fachada este del Bien que queda alterada por algunas ventanas adinteladas en su mitad superior.
La sencilla imagen que el inmueble presenta exteriormente se destaca verticalmente por la presencia de una espadaña, la cual se configura como un pequeño muro rematado en piñón, con una orientación transversal al cuerpo de la fachada, y donde se abre el hueco de la campana.
A las espaldas del hospital se adosa la antigua Casa de los Niños Expósitos, un interesante inmueble, que conserva la original portada de piedra del siglo XVIII, y con acceso desde la calle Tiradores, éste eleva la cálida ambiental y visual del entorno.